# Håkan Nilsson Skytte
Håkan Nilsson, adlad och adopterad Skytte af Sätra, född 1603, död den 9 maj 1688 i Kristianstad, var en svensk militär och ämbetsman. Han var bror till Bertil Nilsson Skytte och far till Nils Skytte.
Skytte blev kapten vid Jakob Duwalls regemente från Norrland 1627, kapten vid Östgöta infanteriregemente 1630 och överstelöjtnant där 1635 Han var kommendant i Wolgast några månader 1636 och överkommendant i Demmin några månader samma år samt tillförordnad överstelöjtnant vid Västmanlands regemente 1642 under ett halvt år. Skytte blev överstelöjtnant vid Kronobergs regemente 1643 och överste för regementet 1644. Han adlades 1645, erhöll sköldemärke 1646 och adopterades på sin farbrors Lars Bengtsson Skyttes nummer (introducerad 1650). Skytte  var landshövding i Kristianstads och Blekinge län 1658–1670 med undantag för några månader under 1666. Han skrev sig till Göshult i Markaryds socken och Sinclairsholm i Gumlösa socken samt till Sävsjö i Lenhovda socken. Skytte erhöll 1636 Kråksmåla och Späckemåla i Misterhults socken i donation. Han fördes till vila i familjegraven i Växjö domkyrka.